# Alfa Romeo Giulietta Typ 116
Alfa Romeo Giulietta (serie 116) är en personbil, tillverkad av den italienska biltillverkaren Alfa Romeo mellan 1978 och 1985.
Giulietta Nuova (ej att förväxla med den äldre Giuliettan) är i praktiken en Alfetta med mindre och utpräglat kilformad kaross. De första åren såldes bilen med mindre motorer än Alfetta, men med åren kom motorprogrammet att bli i stort sett gemensamt för båda bilarna. Giuliettan tillverkades i 379 900 exemplar.
Motorer:
| Modell      | Motor               | Cylindervolym | Effekt | Bränslesystem |
| ----------- | ------------------- | ------------- | ------ | ------------- |
| 1.3         | 4-cyl radmotor dohc | 1357 cm³      | 95 hk  | Förgasare     |
| 1.6         | 4-cyl radmotor dohc | 1570 cm³      | 108 hk | Förgasare     |
| 1.8         | 4-cyl radmotor dohc | 1779 cm³      | 122 hk | Förgasare     |
| 2.0         | 4-cyl radmotor dohc | 1962 cm³      | 130 hk | Förgasare     |
| Turbodelta  | 4-cyl radmotor dohc | 1962 cm³      | 170 hk | Turbo         |
| Turbodiesel | 4-cyl radmotor ohc  | 1995 cm³      | 82 hk  | Turbodiesel   |